# Hydraena guadelupensis
Hydraena guadelupensis är en skalbaggsart som beskrevs av Armand D'Orchymont 1923. Hydraena guadelupensis ingår i släktet Hydraena och familjen vattenbrynsbaggar. Inga underarter finns listade i Catalogue of Life.